# Clara Hepner
Clara Hepner, geborene Freund, auch bekannt als Klara Hepner, Clara Muschner, Klara Muschner und Clara Hepner-Muschner (geboren am 9. Dezember 1860 in Görlitz; gestorben am 11. August 1939 in München) war eine deutsche Kinderbuchautorin und Dichterin, die ihre größte Bekanntheit in der Zeit der Weimarer Republik erlangte. Aufgrund von Repressalien, die aus den antijüdischen Gesetzen der NS-Zeit resultierten, wählte sie im Jahr 1939 den Freitod.

## Leben

### Familie

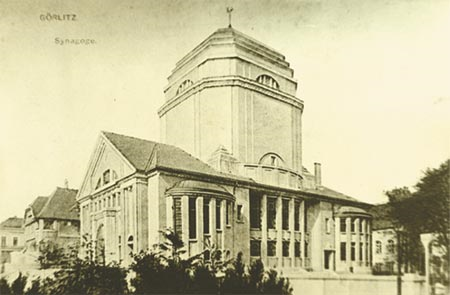
Neue Synagoge in Görlitz (1912)

Clara war das älteste von sechs Kindern aus der Ehe von Dorothea (Doris) und Siegfried Freund. Ihre Mutter wurde als Sarah Dorothea Lachmann (1832–1915) in Schubin (Szubin) geboren und hatte 1858 in Görlitz den Rabbiner der Synagogengemeinde geheiratet, Siegfried Samuel Freund (1829–1915). Ihr Vater stammte aus Schmiegel in der Provinz Posen, hatte in Breslau studiert und dort 1853 promoviert. Das Rabbinat in Görlitz hatte er von 1856 bis zu seinem Ruhestand im Jahr 1914 inne. Sein Vater war Kaufmann, und seine Mutter, geborene Sklower, gehörte der Familie der Begründer der orthodoxen Sklower Schul in Breslau an. Die Gräber von Doris und Siegfried Freund befinden sich auf dem jüdischen Friedhof an der Biesnitzer Straße in Görlitz.
Der rund zwei Jahre jüngere Bruder Max Gottlieb wurde im Juli 1862 geboren, starb jedoch noch vor seinem ersten Geburtstag am 25. Juni 1863. Ein weiterer Bruder kam am 15. April 1866 zur Welt, Otto Julian Gotthelf, sodann eine weitere Schwester, Emilia Regina, am 1. April 1868. Am 14. August 1870 wurde ein weiterer Bruder geboren, Martin Bruno Lebegott. Er studierte später Zahnmedizin, promovierte und eröffnete in Berlin eine Praxis als Zahnarzt und Kieferchirurg. Er heiratete im Jahr 1913 die am 21. Dezember 1876 in Berlin geborene Gertrud Czapski, geborene Levinson, die 1911 Witwe geworden war. Martin starb früh, mit nur 48 Jahren, am 14. Oktober 1918. Seine Frau Gertrud lebte bis 1933 in Berlin und zog dann nach Baden-Baden. Von dort wurde sie am 22. Oktober 1940 in der sogenannten „Operation Wagner-Bürckel“ zusammen mit 6.500 Juden aus Baden und der Saarpfalz nach Frankreich ins Camp de Gurs verschleppt, später in weiteren Lagern (Camp du Récébédou und Camp de Noé) interniert. Sie starb am 14. März 1944 im Hospiz von St. Laurent-Du-Pont. In Baden-Baden wurde für sie ein Stolperstein verlegt. Der adoptierten Tochter, Eva Freund, glückte die Emigration nach Palästina.
Der am 5. September 1871 geborene jüngste Bruder Claras, Siegmar Fürchtegott Freund – er nannte sich später Ernst Siegmar Freund – lebte zunächst in Hirschberg im Riesengebirge, bevor er ebenfalls nach Berlin zog. Er wählte, ebenso wie seine Schwester Clara, vor dem Hintergrund der nationalsozialistischen Verfolgung den Suizid, am 2. Oktober 1942.

### Ehejahre in Görlitz und Berlin
Clara Freund heiratete, im Alter von 20 Jahren, am 16. Mai 1881 den 12 Jahre älteren Kaufmann und Fabrikanten Salomon Siegfried Hepner, genannt Salo, der in Görlitz eine Weberei betrieb und in der Straße wohnte, in der sie mit ihrer Familie lebte. Seine Mutter Evelyne (geboren 1826) war ebenfalls eine geborene Lachmann, wie Claras Mutter. Sein Vater, Marcus Hepner (geboren 1824), war ebenfalls Kaufmann und Stadtrat in Krotoschin, Provinz Posen. Salo starb am 17. Februar 1929 in Fürstenberg/Havel und wurde in Stahnsdorf auf dem evangelischen Südwestkirchhof begraben.
Mit ihrem Mann Salo lebte Clara Hepner einige Jahre in Görlitz, bevor das Paar nach Berlin zog. Während dieser Zeit in Berlin traten beide aus der jüdischen Glaubensgemeinschaft aus. Am 4. Oktober 1903, kurz vor ihrer Scheidung am 22. Oktober, siedelte sie nach München über, wo sie sich als Schriftstellerin zu etablieren begann.

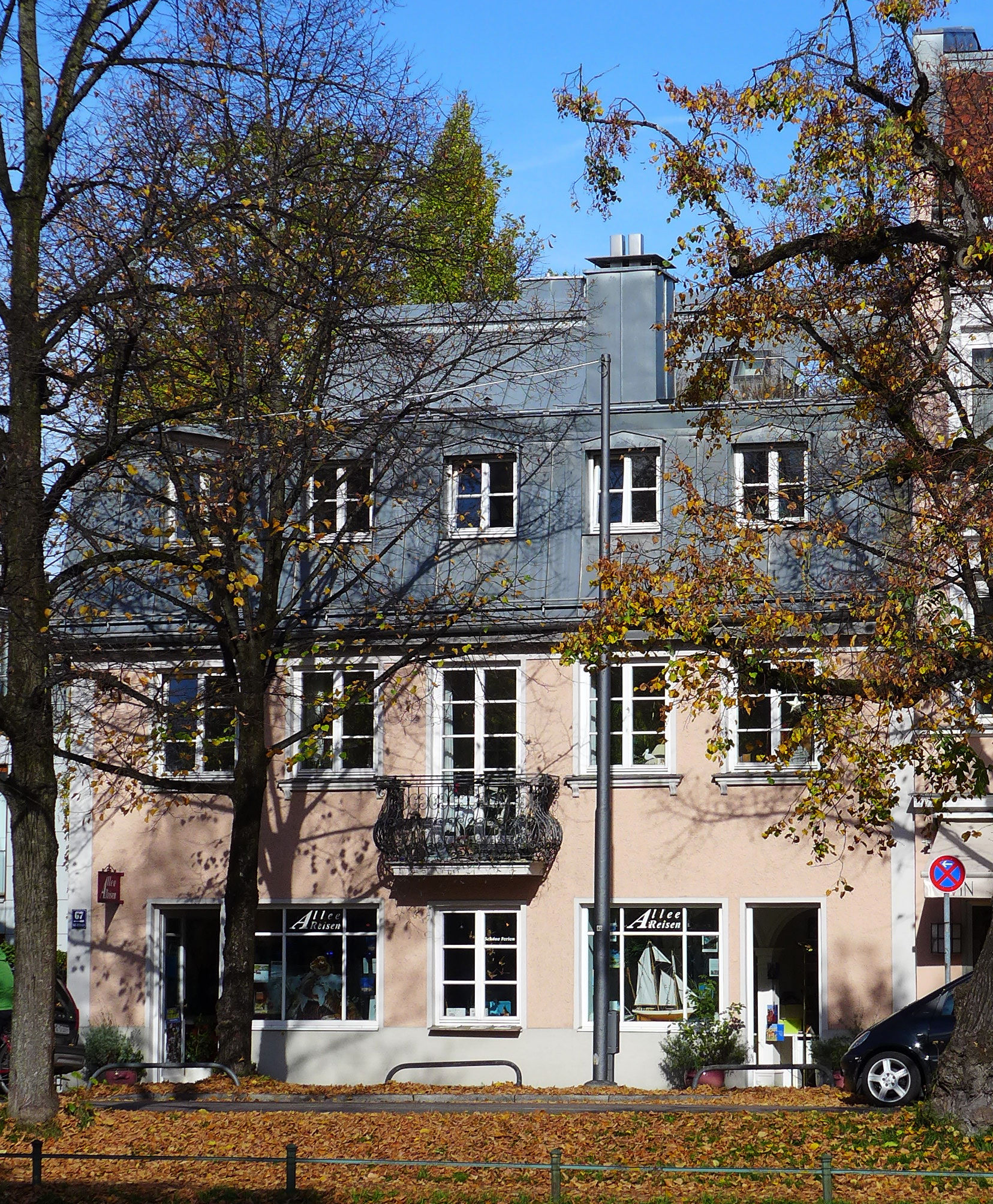
Nördliche Auffahrtsallee 67 (2013)

### Leben in München
In München wechselt Clara Hepner zunächst häufiger die Wohnungen, ehe sie im Juli 1908 eine unweit des Schlosses Nymphenburg in der Nördlichen Auffahrtsallee 67 bezog. Ende des Jahres 1911 zog sie zu ihrem vorübergehenden Lebensgefährten Georg Muschner (1875–1915) in die Wotanstraße 42.
Muschner war Dramaturg und Publizist. Zusammen mit Theodor Etzel gab er ab 1910 die Literaturzeitschrift Die Lese heraus und pflegte regen Kontakt mit weiteren in München lebenden Schriftstellern, so mit Frank Wedekind und Erich Mühsam. Er wurde jedoch als Oberleutnant der Österreichischen Armee in den Krieg berufen und fiel im September 1915 im Kampf um Jaroszowice an der Ostfront. Sie hatten nicht geheiratet, aber Clara Hepner fügte seinen Namen noch einige Jahre nach seinem Tod zu ihrem eigenen hinzu (mehrere Quellen geben Hepner fälschlicherweise als ihren Mädchennamen an), bevor sie nur mehr ihren Ehenamen verwendete.

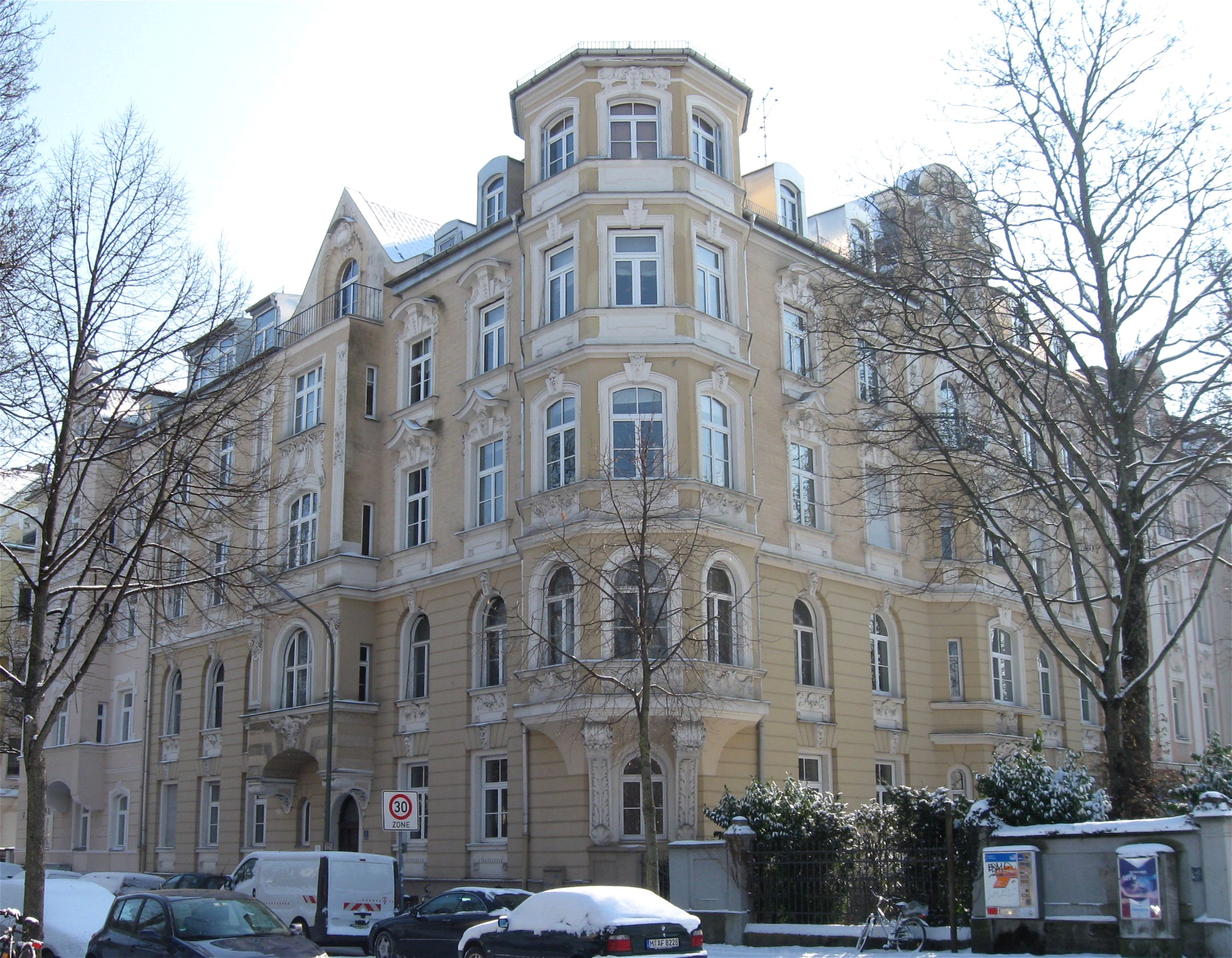
Ruffinistraße 2 (2010)

Clara Hepner musste die gemeinsame Wohnung verlassen und zog zunächst zurück in die Wohnung in der Nördlichen Auffahrtsallee 67, wo sie bis in den September 1932 wohnte. Dach lebte sie in der Stievestraße, und ab Oktober 1933 im zweiten Stock der Ruffinistraße 2. Die Größe der Wohnung erlaubte es ihr, zur Aufbesserung ihres Einkommens zwei Zimmer unterzuvermieten, als die Verdienstmöglichkeiten jüdischer Menschen durch das nationalsozialistische Regime zusehends beschnitten wurden.
Aufgrund der antijüdischen Gesetze der NS-Regierung gezwungen diese Wohnung aufzugeben, beging sie am 11. August 1939 im Alter von 78 Jahren Selbstmord. Sie stürzte sich aus dem Fenster des 3. Stocks in ihrem Wohnhaus in der Ruffinistraße. Ihr Grab befindet sich in München auf dem Neuen Jüdischen Friedhof.

## Werk
Clara Hepner entdeckte erst spät im Leben ihr Talent zum Schreiben. Erzählungen erschienen in verschiedenen Zeitschriften, so ab 1905 als regelmäßige Autorin für Jugend. Ihr erster Versuch zur Veröffentlichung einer Monografie, eine handschriftliche Übersetzung der Gedichtsammlung Gaspard de la Nuit von Aloysius Bertrand aus dem Französischen ins Deutsche, wurde 1905 vom Insel Verlag abgelehnt.
Doch schon im Folgejahr 1906 – Hepner war 46 – erschien ihr erstes Kinderbuch: Sonnenscheinchens erste Reise. Sie schrieb darüber hinaus Gedichte, die um 1910 vertont wurden, vor allem aber machte sie sich in der Weimarer Republik einen Namen als Kinderbuchautorin. Ihre Geschichten wurden von bekannten Künstlern der Zeit illustriert: József Divéky, Lore Friedrich-Gronau, Ernst Liebermann, Anna Löffler-Winkler, Josef Mauder, Else Wenz-Viëtor, Fritz Lang, Otto Ubbelohde und anderen. Nach der Machtergreifung der Nationalsozialisten im Januar 1933 durfte ihr Verlag, die Franckh’sche Verlagshandlung in Stuttgart, ihre Bücher zunächst weiter veröffentlichen, geriet aber zunehmend unter Druck, jüdische und „politisch verdächtige“ Autoren zu entlassen.

## Neuausgaben
Clara Hepners Werk geriet nach ihrem Tod weitestgehend in Vergessenheit, auch wenn noch vereinzelte Neuauflagen ihrer Geschichten erschienen. Im April 2023 erschien im Verlag Hentrich & Hentrich eine von Alex Jacobowitz herausgegebene Sammlung ihrer Erzählungen unter dem Titel Clara Hepner. Jüdische Märchendichterin: Ein Lesebuch.

## Werke

### Beiträge zu Anthologien und Zeitschriften
- Die Geschichte vom Kuckuck. In: Heinrich Scharrelmann (Hrsg.): Pussi Mau. Schaffstein Verlag, Köln um 1904.
- Der Tod. In: Jugend. Nr. 28. 1905.
- August Klughamer. Eine humoristische Charakterstudie, frei nach dem Englischen. In: Mußestunden. Unterhaltungsbeilage des Leipziger Tageblatts. 3. Jahrgang, Nr. 12 vom 13. Januar 1906, S. 2. Digitalisat in der Deutschen Digitalen Bibliothek.
- Eine unappetitliche Geschichte. In: Jugend. Nr. 42. 1908.
- Der Tod. In: Kinderland. Blätter für ethische Jugenderziehung. Heft 4. 1911.
- Warum das Meerwasser salzig ist. Nach einer norwegischen Volkssage. In: Kinderland. Heft 5. 1912.
- Der Erdgucker. In: Kinderland. Januar 1911.
- Vom tapferen Eichhörnchen. In: Kinderland. Heft 5. 1912.
- Mensch und Tier. In: Kinderland. Heft 4. 1913.
- Die Hygiene der jungen Mädchen. In: Kinderland. Heft 6. 1913.
- Eine Mutter. In: Kinderland. Heft 11. 1914.
- Die beiden Lokomotiven. In: Kinderland. Heft 1. Januar 1914.
- L. I. Ein feldgraues Märchen. In: Kinderland. Heft 12. 1915.
- Die Freunde. In: Kinderland. Heft 2. 1915.
- Feldgraue Tiergeschichten. In: Kinderland. Heft 5. 1916.
- Ungeladene Erntegäste. In: Kinderland. Heft 8. 1917.
- Eine Arbeiterin und Im Rachen des Todes. In: Deutsches Mädchenbuch. Band 27. K. Thienemann Verlag, Stuttgart um 1920.
- Der Meister und seine Schüler. 1922.
- mit Hermann Dreßler, A. Blum-Erhard u. a.: Was Tiere erleben. Bilder aus der heimischen Tierwelt. Mit Illustrationen von Frau Uchatius-Zeiller. Verlagsanstalt Tyrolia, Innsbruck um 1925.
- Die drei Schlüffelein. Erzählung. 1925.
- Bei den Kranken. In: Maria Domanig (Hrsg.): Unser Heim in der Sonne. Ein Buch der Freude und der Liebe. Verlagsanstalt Tyrolia, Innsbruck und München 1925.
- Der Meisterfänger. 1925.
- Woher die gelben Blumen kommen. 1925.
- Warum grad der Hase die Ostereier bringt; Vom furchtsamen Hasen; Wackelohr. In: W. G. Schreckenbach (Hrsg.): Das neue Frida Schanz Buch. Jubiläumsband. Neue Märchen, Erzählungen, Gedichte. Verlag Löwensohn, Fürth 1929.

### Monografien
- Sonnenscheinchens Erste Reise. Mit Illustrationen von Hans Schroedter. Reihe: Scholz' Künstlerbilderbücher. Nr. 67. Scholz Verlag, Mainz 1906. Reprints bei Schall & Rentel Berlin 1920; im Scholz Verlag 1931 und 1937 mit Illustrationen von Lore Friedrich-Gronau.
- Neue Märchen. Mit Bildern von Josef Mauder. Verlag der Jugendblätter (Carl Schnell), München um 1908. Reprint 1925.
- Der Himmelswagen. Eine Komödie für kleine und grosse Leute in vier Akten. Phönix-Verlag, Fritz und Carl Siwinna, Kattowitz 1908.
- Hundert Neue Tiergeschichten. Illustrationen von Willy Planck und Berthold Körting. Franckh’sche Verlagshandlung, Stuttgart 1910.
- Indische Fabeln: Bodhisattva dem Weisen nacherzählt. Reihe: Schaffsteins Blaue Bändchen. Nr. 58. Hermann Schaffstein Verlag, Cöln 1914.
- Seine letzte Nuß. Neue Tiergeschichten. Illustriert von Fritz Lang. K. Thienemann Verlag, Stuttgart um 1915. Reprint 1926.
- Auf der Kuckuckswiese. Illustrationen von Hugo Wilkens. Verlag Franz Schneider, Berlin und Leipzig 1921.
- Arachne und andere Tiergeschichten. Mit Illustrationen von Fritz Lang. K. Thienemann Verlag, Stuttgart 1922.
- Lux, der Leithund und andere Tiergeschichten: Mit 4 farbigen und vielen schwarzen Holzschnitten von Fritz Lang. K. Thienemann, Stuttgart 1922. Reprint 1946.
- Mariannes Abenteuer mit dem Küchenvölkchen, erzählt für Mädels, die kochen wollen. Franckh’sche Verlagshandlung, Stuttgart 1922.
- Gulnar die Meerfrau und andere Märchen. Franckh’sche Verlagshandlung, Stuttgart 1925.
- Das Wichtl und andere Märchen aus der Zeit nach Grimm. Mit Illustrationen von Richard Herdtle. Franckh’sche Verlagshandlung 1927.
- Tiergeschichten für Kinder. Mit Illustrationen von Norbertine Bresslern-Roth. Reihe: Scholz' Künstlerbücher. Scholz Verlag, Mainz 1929.
- Rudi, Rosel und Reiß, der Hund. Abenteuerliche Ferienerlebnisse. Thienemann, Stuttgart 1932.
- Neue Märchen. Mit Bildern von Josef Mauder. Verlag der Jugendblätter, München 1934.
- Der bestrafte Spatz und viele andere Tiergeschichten. Franckh’sche Verlagshandlung, Stuttgart um 1935.

### Übersetzungen und Bearbeitungen
- Märchen-Almanach. N. F. Band 1. Herausgegeben von Clara Hepner. Mit Abbildungen von Georg Erler. Franckh’sche Verlagshandlung, Stuttgart 1922.
- Marie Sophie Schwartz: Der Mann von Geburt und die Frau aus dem Volke: Ein Roman aus dem Leben. Heimat und Welt-Verlag Dieck & Co., Stuttgart 1923.
- Was der Storch in Afrika erlebte. Märchen aus Feld, Wald und Heide nach Karl Ewald. Illustrationen von Willy Planck. Franckh’sche Verlagshandlung, Stuttgart 1923.
- Frauen des Morgenlandes. Die schönsten Liebesgeschichten aus 1001 Nacht. Mit Illustrationen von Lutz Ehrenberger. Verlag Heimat und Welt, Stuttgart 1924.
- Olwen Bowen: Hennchen Gakelei: Lustige und traurige Geschichten aus dem Leben eines Huhnes. Mit Zeichnungen von Kurt Bessiger. Franckh’sche Verlagshandlung, Stuttgart 1927.
- Alex Jacobowitz (Hrsg.): Clara Hepner. Jüdische Märchendichterin. Ein Lesebuch. Hentrich & Hentrich, Berlin/Leipzig 2023, ISBN 978-3-95565-543-3.